# Maison Lapaille
La maison Lapaille, appelée ainsi en raison du commerce tenu au début du XXe siècle par CH. Lapaille, photographe, est une construction de style art nouveau à Liège réalisée par Victor Rogister.

## Situation
Cette petite maison de commerce (actuellement agence de voyages) se trouve au no 26 de la rue Saint-Séverin à deux pas du carrefour du Cadran et à 5 minutes de la place Saint-Lambert de Liège.
On notera que deux autres maisons art nouveau se situent au no 28 (également construite par Victor Rogister) et au no 34 de la même rue. Derrière cette maison, se trouve la séquence Nusbaum située rue Léon Mignon.

## Description

### La façade
La première impression en découvrant ce bâtiment est la blancheur de sa façade. Elle fait tout de suite penser à une autre réalisation de Victor Rogister : la Maison Counet sise place du Congrès en Outremeuse. En effet, lorsque Victor Rogister entame en 1906 la mise en chantier de cette demeure, il vient de terminer la Maison Counet l'année précédente.
La façade de la Maison Lapaille a été conçue dans un style proche du courant de la sécession viennoise. Une réplique de cette maison existe à Charleroi. Il s'agit de la Maison Lafleur construite deux ans plus tard.

### Les baies vitrées
Les trois baies du premier étage sont doubles et les parties supérieures rétrécissent.
Au deuxième niveau, une seule grande baie est coiffée d'un arc surbaissé et divisée verticalement en trois carreaux eux-mêmes coiffés de petits bois formant à chaque côté un arc brisé.
La trilogie est abandonnée à l'étage supérieur. En effet, quatre petites fenêtres au sommet rétréci complètent harmonieusement la construction.
La présence de petits carreaux de céramique bleue égaient les allèges des baies des étages supérieurs.
La corniche, très avancée repose sur des modillons qui dévalent la façade. Le rez-de-chaussée ne présente aucun intérêt architectural.

### Les chouettes
Mais  ce qui attire avant tout le regard du promeneur se trouve sur les côtés des premier et deuxième étages. Il s'agit de deux magnifiques chouettes stylisées de couleur blanche comme la maison. Leur longueur démesurée court le long de la façade.
Elles se reposent sur quelques carreaux de céramique bleue et sont surmontées par des sgraffites aujourd'hui quasiment aveugles.
On peut aussi contempler un papillon posé au-dessus de la grande baie du deuxième étage.